# Verwallgroep

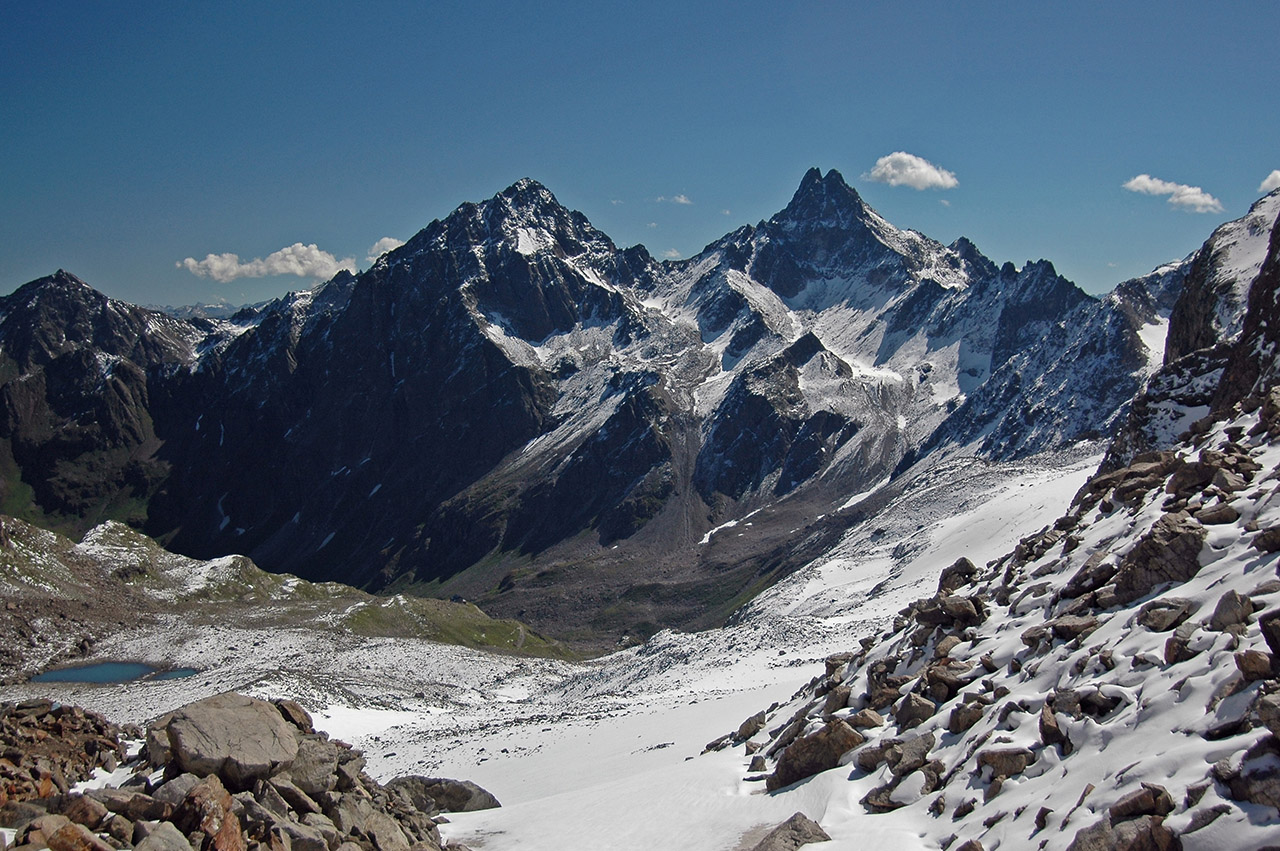
Verwallgroep

De Verwallgroep (vroeger Ferwallgroep) is een subgroep van de Centrale Alpen. De bergketen is gelegen in de Oostenrijkse deelstaten Tirol en Vorarlberg. Het Tiroler gedeelte is iets groter dan het deel dat in Vorarlberg gelegen is. De naam is waarschijnlijk afgeleid van het Retoromaanse Val bel, dat "mooi dal" betekent. Over deze etymologie bestaat echter nog enige discussie.
De Verwallgroep vormt voor bergwandelaars en -beklimmers een geliefd gebergte. In tegenstelling tot de naburige Silvretta is de Verwallgroep slechts gering vergletsjerd. Tal van bergwegen geven de mogelijkheid van meerdagige tochten van hut naar hut. Een deel van de bergtoppen reikt boven de grens van drieduizend meter. Met name de bergen in Vorarlberg hebben een uniek, oorspronkelijk karakter. Het Tiroler gedeelte heeft tot op heden geen beschermde status en wordt bedreigd door de toeristische ontsluiting van het gebied. Geologisch gezien behoort de Verwallgroep tot de gneiszone van de Centrale Alpen.

## Naburige bergmassieven
Aan de Verwallgroep grenzen de volgende tot de Alpen behorende bergmassieven:
- Lechbrongebergte (in het noordwesten)
- Lechtaler Alpen (in het noordoosten)
- Samnaungroep (in het zuidoosten)
- Silvretta (in het zuiden)
- Rätikon (in het westen)

## Begrenzing
In het noorden wordt de Verwallgroep tussen Bludenz en Stuben am Arlberg begrensd door het Klostertal. Van daar gaat het over de Arlbergpas het Stanzertal tot aan Wiesberg bij Strengen, waar de Rosanna en de Trisanna samenstromen. Het Paznauntal vormt vanaf hier tot bij Galtür de afgrenzing richting zuidoosten. In het zuiden wordt de Verwallgroep begrensd door een denkbeeldige lijn tussen Galtür, de Zeinisjoch en Partenen. Vanaf hier loopt de zuidwestelijke grens door de Montafon terug naar Bludenz. De Arlbergpas verbindt de Verwallgroep met de Lechtaler Alpen, de Zeinisjoch is gelegen tussen de Verwallgroep en de Silvretta.

## Subgroepen
De Verwallgroep is in de Alpenvereinsführer verder onderverdeeld in kleinere ondergroepen. Allereerst is er een onderverdeling gemaakt tussen een westelijke en een oostelijke Verwallgroep. De grens tussen deze twee groepen loopt over de Muttenjoch.

### Westelijke Verwallgroep
- Itonskopfgroep (Itonskopfgruppe)
- Eisentalergroep (Eisentaler Gruppe)
- Kaltenberggroep (Kaltenberggruppe)
- Drosberggroep (Drosberggruppe)
- Hochjochmassief (Hochjochstock)
- Madererkam (Madererkamm)
- Valschavielkam (Valschavielkamm)
- Fluhgroep (Fluhgruppe)

### Oostelijke Verwallgroep
- Fasulkam (Fasulkamm)
- Karkopfgroep (Karkopfgruppe)
- Faselfadgroep (Faselfadgruppe)
- Kuchenspitzgroep (Kuchenspitzegruppe)
- Kartellgroep (Kartellgruppe)
- Seßladgroep (Seßladgruppe)
- Welskogelgroep (Welskogelgruppe)
- Rifflergroep (Rifflergruppe)
- Rendlgroep (Rendlgruppe)

## Bergtoppen
In de Verwallgroep liggen ruim 220 bergtoppen met een officiële hoogteaanduiding.
De belangrijkste bergtoppen van de Verwallgroep zijn, op volgorde van hoogte:
- Hoher Riffler, 3168 meter
- Kuchenspitze, 3148 meter
- Küchlspitze, 3147 meter
- Blankahorn, 3129 meter
- Seeköpfe, 3061 meter
- Patteriol, 3056 meter
- Saumspitze, 3039 meter
- Kleiner Riffler, 3014 meter
- Fatlarspitze, 2986 meter
- Scheibler, 2978 meter
- Pflunspitze, 2912 meter
- Kaltenberg, 2896 meter
- Rugglespitze, 2809 meter
- Fädnerspitze, 2788 meter
- Valschavieler Maderer, 2769 meter
- Beilstein, 2749 meter
- Reutlinger Turm, 2606 meter
- Hochjoch, 2520 meter
- Itonskopf, 2089 meter

## Toerisme
In de winter heeft de Verwallgroep vooral te maken met de drukke toeristische regio's rondom Schruns en Tschagguns in de Montafon in het westen en Sankt Anton am Arlberg en Ischgl in het Paznauntal in het oosten. In de zomer is er sprake van een relatieve rust in het gebied tussen de Arlberg en de Silvretta. In de Verwallgroep bieden tien alpenverenigingshutten onderkomen aan de bergwandelaars, die zich over goed aangelegde en gemarkeerde bergpaden door de bergen begeven.

### Hutten
In de Verwallgroep liggen tien hutten van alpenverenigingen. De hoogstgelegen hut, een schuilhut voor vier personen, is de Kieler Wetterhütte op een hoogte van 2809 meter. De hoogstgelegen geëxploiteerde hut is de Darmstädter Hütte op 2384 meter. De grootste hut is met een capaciteit van 140 slaapplaatsen de Heilbronner Hütte. 
- Darmstädter Hütte, 2384 meter (DAV)
- Edmund-Graf-Hütte, 2375 meter (ÖAV)
- Friedrichshafener Hütte, 2138 meter (DAV)
- Heilbronner Hütte, 2320 meter (DAV)
- Kaltenberghütte, 2089 meter (DAV)
- Kieler Wetterhütte, 2809 meter (DAV, schuilhut)
- Konstanzer Hütte, 1688 meter (DAV)
- Niederelbehütte, 2310 meter (DAV)
- Reutlinger Hütte, 2395 meter (DAV, zelfverzorgingshut)
- Wormser Hütte, 2305 meter (DAV)
- Alpengasthof Dias, 1863 meter (privaat geëxploiteerd)

### Bergpaden
De vele aangelegde en gemarkeerde bergpaden maken een doorkruising van de Verwallgroep mogelijk zonder dat naar het dal hoeft te worden afgedaald. Desalniettemin is op vele plaatsen een afdaling naar het dal aangelegd als noodvoorziening.
- Peter-Bruckmann-Weg: Konstanzer Hütte - Heilbronner Hütte
- Friedrichshafener Weg: Heilbronner Hütte - Friedrichshafener Hütte
- Georg-Prasser-Weg: Wandelroute rondom de Friedrichshafener Hütte
- Hoppe-Seyler-Weg: Darmstädter Hütte - Niederelbehütte
- Kieler Weg en Rifflerweg: Niederelbehütte - Edmund-Graf-Hütte
- Ludwig-Dürr-Weg: Friedrichshafener Hütte - Darmstädter Hütte
- Reutlinger Weg: Kaltenberghütte - Konstanzer Hütte
- Sepp-Jöchler-Weg: Darmstädter Hütte - Niederelbehütte
- Stubener Weg: Kaltenberghütte - Reutlinger Hütte
- Wormser Weg: Wormser Hütte - Heilbronner Hütte

### Gidsen en kaarten
Veel gebruikte handleidingen en kaarten voor wandelingen en beklimmingen in de Verwallgroep zijn:
- Alpenvereinsführer "Verwallgruppe", Bergverlag Rother, tiende oplage, 2005
- Alpenvereinskarte 28/2 "Verwallgruppe", 1:25.000, 2004
- Kompass WK 41 "Silvretta-Verwallgruppe", 1:50.000, 2005
- Freytag & Berndt WK 372 "Arlberggebiet, Paznaun, Verwallgruppe", 1:50.000